# Alfred Deakin
Alfred Deakin (3 tháng 8 năm 1856 – 7 tháng 10 1919) là một nhà chính trị Úc, lãnh đạo của phong trào vì liên bang Úc và sau đó là Thủ tướng Úc thứ 2. Hai lăm năm cuối thế kỷ 19, Deakin là một người đóng góp chính cho việc thiết lập các cải tổ tự do ở thuộc địa Victoria, bao gồm việc bảo vệ quyền tại nơi làm việc. Ông cũng đóng vai trò lớn trong việc thiết lập hệ thống thủy lợi ở Úc.